# Hannoversche Kunstblätter
Die Hannoverschen Kunstblätter waren ein 1835 und 1836 herausgegebenes Periodikum über Exponate des Hannoverschen Kunstvereins (HKV).

## Geschichte
Die Hannoverschen Kunstblätter erschienen im Februar/März 1835 und 1836 während der dritten und vierten Ausstellung des HKV. Die insgesamt 96 bzw. 100 Seiten erschienen in 12 Lieferungen zu je 4 oder 6 Seiten. Herausgeber waren Johann Hermann Detmold und Georg Osterwald, Druck und Vertrieb besorgte die Druckerei Gebrüder Jänecke sowie, für 1836, die Hahn’sche Hofbuchhandlung.
Angelegt waren die Kunstblätter als Führer durch die jeweils gezeigten Ausstellungen. Die Beschreibungen der Exponate und die Darstellung zeitgenössischer Strömungen schrieben verschiedene, nicht genannte Autoren; die meisten Artikel stammen „wohl von Detmold“, von dem auch meist die Zeichnungen und Stiche einzelner Gemälde herrühren.